# ロボジー
『ロボジー』（ROBO-G）は、2012年1月14日に公開された日本の映画作品。電器メーカーの技術者が老人にロボットを演じさせてしまうという痛快ドタバタ・コメディ。監督は矢口史靖。ミッキー・カーチスが、念願の「五十嵐信次郎」名義での俳優デビューを果たした作品でもある。
全国278スクリーンで公開され、2012年1月14、15日の初日2日間で興収2億234万100円、動員16万4,694人になり映画観客動員ランキング（興行通信社調べ）で初登場第1位となった。また幅広い層から支持を受け、ぴあ初日満足度ランキング（映画生活調べ）でも第1位となっている。最終興行収入は11.6億円。

## ストーリー
会社の宣伝のため、わずか3か月の開発期間で二足歩行型ロボット「ニュー潮風」を作るよう社長から命じられた、木村電器・ロボット開発部の社員、小林、長井、太田の3人。発表の場であるロボット博覧会開催の1週間前、せっかく作ったロボットが不具合により暴走し、窓から地上へと落下。コンピューターやハードウェアはロボットの骨組みごと木端微塵に大破。
解雇を恐れた3人は、残されたニュー潮風の外装に人を入れてロボット博を乗り切ることを計画する。3人は、着ぐるみショーの俳優を集める形で偽オーディションを行い、紆余曲折の末に選ばれたのは、隠居生活を送る老人・鈴木重光。鈴木は着ぐるみショーであると信じてニュー潮風の外装を着込み、ロボット博に参加する。その会場で、倒れてきた柱の下敷きになりかけたロボットオタクの女子大生・佐々木葉子をニュー潮風（鈴木）が咄嗟に助けたため、ニュー潮風は一夜にして日本中のヒーローとなる。日本各地から出演依頼が殺到し、引っ込みがつかなくなった3人は、鈴木に真相を打ち明けて、ニュー潮風役の継続を依頼する。
鈴木は激怒し、一旦は3人を追い返す。小林は後悔、太田は思考停止、長井は転落事故に見せかけた自殺をしようとするまで追い詰められ（偶然走ってきた白バイによって止められる）、鈴木はそんな3人に同情して依頼を受ける。しかし見返りとして、出張先での最高級のホテルへの宿泊や豪華な食事など、破格の待遇を要求する。鈴木に弱みを握られている以上鈴木に強く言うことも出来ず、経費を会社に請求することも出来ず、経済的に逼迫する3人。その矢先、イベント会場からニュー潮風（鈴木）が無断で娘と孫たちに逢いに行くという暴挙に出て、3人は失踪事件と思うが、警察に届け出ることも出来ず疲労困憊していた。その後、戻ってきた鈴木を太田が叱責し、鈴木は大人しくなった。太田はぶつくさ言いながらも腰痛持ちの鈴木の腰に強力なネオジム磁石を貼ってやるなど鈴木に情が移っていたのだった。
ニュー潮風の追っかけをするほどのファンとなった葉子から、大学のロボット研究会主催の講演依頼を受け、引き受けたところ、当日、理工学部の学生たちの高度な知識に圧倒され、本格的にロボットの研究を始めることとなった。初めは単に謝礼金のために講演依頼を受けた3人だったが、学生たちの真摯な研究態度に感銘を受けて、本格的にロボットの製作を始め、本物のロボットのニュー潮風の再開発を始める。
卒業論文のテーマを『ニュー潮風』とした葉子は、就職活動のために木村電器を訪れるが、ロボット開発部に新人が加わることでニュー潮風の秘密が発覚することを恐れた太田が、葉子に「君は全然ロボットに向いていない」「大学にはもう行くことが出来ない」と冷酷な言葉を浴びせる。悲嘆に暮れる中、葉子はニュー潮風の中に人が入っているという証拠を掴んで激昂、地元のケーブルテレビ局の伊丹による木村電器告発への協力を始める。
同じ頃、海外の研究者から「ニュー潮風が偽物では」との指摘があり、木村電器社長は疑いを晴らすために記者会見を設定する。一方、伊丹は鈴木に接近し、ニュー潮風に人が入っている証拠を突きつけ、「記者会見の場で正体を明かしてほしい」と依頼する。
いよいよ記者会見の日。葉子は、ロボット研究会の男子学生に、小林から預かった封筒を手渡される。中身は小林ら3人が苦労の末に作り上げた、ニュー潮風の図面だった。3人が真剣にロボット開発に取り組んでいることを確信した葉子は、伊丹による告発を止めさせるべく、木村電器ロボット開発部の記者会見会場へと急ぐ。
葉子が会場に到着すると、強引にニュー潮風の頭部を開けて中身を撮影しようとする伊丹と、その伊丹から逃げ回るニュー潮風（鈴木）の姿がある。やがて、多数の記者が見守る中、ニュー潮風は会場の窓から地上へと落下し、大破してしまった。しかし、実際に落ちたのは、鈴木がイベント会場で知り合ったコスプレイヤーから調達した衣装を用いたダミーであり、当の鈴木は、良いタイミングで冷蔵庫の中からダミーを放り投げ、自分は替わりで中に隠れ、会場の皆が地上へ駆けつけた隙にひっそりと木村電器を去る。鈴木の元に残ったのは孫たちと撮ったニュー潮風の写真と腰に貼る磁石4つだった。
1年半後、葉子が加わって4人になったロボット開発部はニュー潮風2を開発するが、発表の場である国際ロボット会議の直前に、試運転中の事故でまたしてもロボットが窓から落下、破損してしまう。そして困り果てた4人は、以前と同じように隠居生活を送る鈴木を訪ね、助けを求める。鈴木は、新しいことが始まる予感がして、笑みを浮かべるのであった。

## キャスト
- 五十嵐信次郎（ミッキー・カーチス） - 鈴木重光（ロボットの中の人を演じる老人）
- 吉高由里子 - 佐々木葉子（ロボットオタクの大学生。「ニュー潮風」に恋をする）
- 濱田岳 - 小林弘樹（「木村電器」ロボット開発部エンジニア）
- 川島潤哉 - 長井信也（同上）
- 川合正悟（チャン・カワイ（Wエンジン）） - 太田浩次（同上）
- 田畑智子 - 伊丹弥生（「ニュー潮風」の取材を行なうケーブルテレビ局のディレクター）
- 和久井映見 - 斉藤春江（重光の娘）
- 小野武彦 - 木村宗佑（「木村電器」社長）
- 田辺誠一
- 西田尚美
- 田中要次
- 森下能幸
- 古川雄輝
- 高橋春留奈
- 大窪人衛
- 今井隆文
- 三浦圭祐
- 安田聖愛
- 星野亜門
- 竹井亮介
- 藤本静
- 細川洋平
- 大久保綾乃
- 遊木康剛
- 徳井優
- 菅原大吉
- 大石吾朗
- 竹中直人

## スタッフ
- 監督・脚本：矢口史靖
- エグゼクティブプロデューサー:桝井省志
- 企画:石原隆、市川南、阿比留一彦、小形雄二
- 企画協力：佐々木芳野
- 製作：亀山千広、新坂純一、寺田篤
- プロデューサー：稲葉直人、堀川慎太郎、土本貴生
- サウンドトラック：ミッキー吉野
- 主題歌：五十嵐信次郎とシルバー人材センター「MR.ROBOTO」
- 撮影：柳島克己
- 美術：新田隆之
- 装飾：秋田谷宣博
- 録音：郡弘道
- 照明：長田達也
- 編集：宮島竜治
- キャスティング：南谷夢
- ライン・プロデューサー：前村祐子
- 製作担当：花岡佐知子
- 助監督：山口晃二
- VFXスーパーバイザー：石井教雄
- ロボットデザイン：清水剛
- 音響効果：大塚智子
- ミュージックエディター：浅梨なおこ
- 操演：村石義徳、秀平良忠
- イラストレーション：ソリマチアキラ
- 現像：IMAGICA

### ロボット協力
- テムザック - PRロボット、テムザックIV、ロボリア、番龍、ロデム
- ヴイストン - ヴイストン・ティクノ、オムニゼロ.9、オムニゼロ.7、アルクノン?、ロボピー・ナノ
- 村田製作所 - ムラタセイサク君、ムラタセイコちゃん
- 安川電機 - スマートパルV、モートマンSDA10
- 産業技術総合研究所/川田工業 - HRP-2プロメテ、ネクステージ
- 理化学研究所/東海ゴム工業 - リーバ
- グラフィックパワー/エルエルパレス/通天閣観光 - 通天閣ロボ

## ロケ地
- 福岡県北九州市 - ほぼ全てのロケが行われた[3]。 五十嵐（カーチス）によれば撮影時は北九州でもとても寒かったといい、マイナス2度の気温の中でTシャツ姿での撮影を行っていたなど苦労した旨を語っている[4]。
- 山口県下関市[5]

## 関連書籍
- 『映画監督はサービス業です。ー矢口史靖のヘンテコ映画術―』、DU BOOKS、2019年9月、 ISBN 978-4866471006。